# Suregada multiflora
Suregada multiflora är en törelväxtart som först beskrevs av Adrien Henri Laurent de Jussieu, och fick sitt nu gällande namn av Henri Ernest Baillon. Suregada multiflora ingår i släktet Suregada och familjen törelväxter. Inga underarter finns listade i Catalogue of Life.